# Fritz Quant

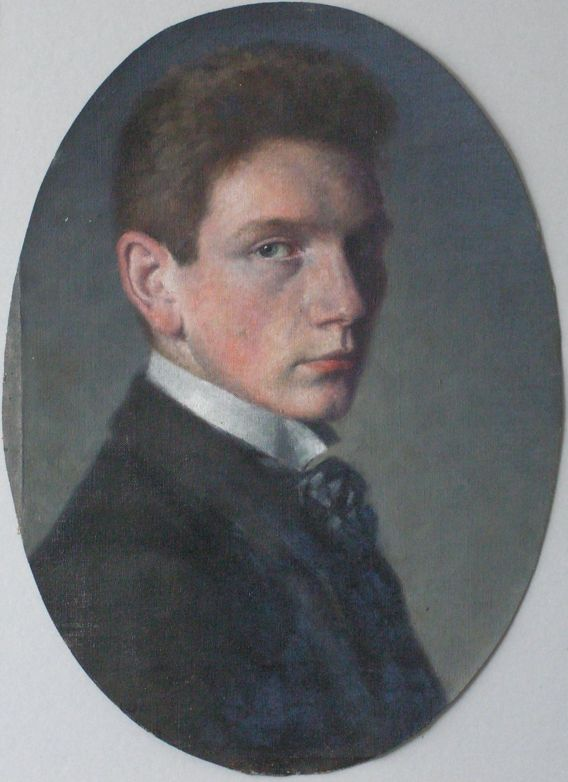
Selbstporträt. Öl auf Leinwand, 1908, 49,5 × 33 cm (Stadtmuseum Simeonstift Trier)

Fritz (Franz Xaver Friedrich) Quant (* 18. Februar 1888 in Trier; † 3. November 1933 ebenda) war ein deutscher Grafiker, Maler und Gestalter.

## Herkunft und Grundausbildung
Fritz Quant war das älteste Kind des Küfermeisters und Gastwirts Hermann Quant und dessen Ehefrau Barbara geb. Mendel. Er begann seine Grundausbildung mit einer Lehre bei dem Kirchenmaler Peter Thomas, die er im Jahre 1908 mit der Gesellenprüfung abschloss. Berufsbegleitend besuchte er auch als „Malergehilfe“ die Trierer Handwerker- und Kunstgewerbeschule mit den Ausbildungsschwerpunkten Malerei bei  August Trümper und Innenraumgestaltung bei Hans Proppe.  Im Jahre 1912 legte er das sog. Künstler-Einjährige ab und trat als Freiwilliger in die Armee ein. Sein Militärdienst blieb jedoch nur ein kurzes Zwischenspiel, da er krankheitsbedingt wehruntauglich wurde.

## Künstlerischer Werdegang
Zur Weiterbildung studierte Fritz Quant während des Jahres 1915 an der langjährig von Max Seliger geleiteten und reformierten Staatlichen Akademie für graphische Künste und Buchgewerbe in Leipzig und erlernte dort in der bekannten Grafikklasse von Alois Kolb die Technik des Radierens.
Nachfolgend übernahm er bis 1918 an der Trierer Kunstgewerbeschule stellvertretend den Lehrauftrag des zum Landsturm eingezogenen Leiters der Malklasse August Trümper.
Mit einer Ausnahmegenehmigung von Richard Riemerschmid, Direktor  der Kunstgewerbeschule München, konnte Fritz Quant in den Jahren 1920–1922 dort unter Robert Engels und Adolf Schinnerer studieren. Dabei fand er auch Anschluss an eine gemäßigte Moderne, jene besonders in der Münchener Kunstszene florierende Malerei der „Goldenen Mitte“, gespeist aus französischem Post-Impressionismus und einem entschärften deutschen Expressionismus, die sich rückblickend unter den kunsthistorischen Sammelbegriff des „Expressiven Realismus“ einordnen lässt. Sie beeinflusste Fritz Quant ebenso wie seine Studienkollegen aus der heimatlichen Großregion, den Trierer Peter Krisam (1901–1985), die Saarländerin Mia Münster oder den Luxemburger Joseph Kutter in dessen Frühwerk.
In Trier lebte Fritz Quant, seit 1925 mit Mieze (Maria) Scherzberg (1901–1976) kinderlos verheiratet, als freischaffender Künstler; nur in seinen letzten drei Lebensjahren beschäftigte ihn die Trierer Kunstgewerbeschule als Lehrer.
Innerhalb der Trierer Kunstszene war Quant gut vernetzt. Als Mitglied der „Trierer Künstlergilde“, des Künstler-Großverbandes von Rhein, Mosel und Nahe Künstlerbund Westmark, der Trierer Künstlergruppe „Die Freie Vereinigung“ und der Gesellschaft „Bildende Künstler und Kunstfreunde e.V. Trier“, stellte er regelmäßig aus. Überregional schloss er sich den „Neudeutschen Künstlergilden – N.K.G.“ und dem „Bund der Deutschen Gebrauchsgrafiker“ BDG  an.  Nach der nationalsozialistischen Machteroberung und der Überführung aller Vereinigungen in NS-Organisationen wurde Quant auf seine Bewerbung hin im September 1933 in die Bezirksgruppe Trier des Reichskartells der bildenden Künste aufgenommen und mit der staatlichen Lizenz für Aufträge und Ausstellungen versehen.

## Werke
Der Ausstellungskatalog 1994 des Stadtmuseums Simeonstift Trier enthält ein von den Autoren Christine Beier und Heinrich Nebgen erstelltes umfassendes Werkverzeichnis mit insgesamt 376 Positionen aus Quants universal ausgelegten Arbeitsgebieten, unter ihnen 57 Werke der freien Malerei (Gemälde, Tempera, Ölskizzen, Pastelle und Aquarelle). Die größten Werkblöcke entfallen auf Zeichnungen und Druckgrafik sowie auf angewandte Kunst, vor allem Raumgestaltung.

### Grafik
Schon früh erlangte Fritz Quant eine beachtliche Popularität als „Schwarz-Weiß-Künstler“. Seine unmittelbar nach Abschluss der Leipziger Studienzeit einsetzenden Serien von Radierungen, Lithografien und vervielfältigten Federzeichnungen, in denen er Ansichten aus seiner Heimatstadt Trier, aus der Moselregion und der Eifel gestaltete, machten ihn schnell bekannt. Dabei verband er eine meisterhaft beherrschte Technik, auch in der Kombination verschiedener grafischer Verfahren, mit konventioneller Wirklichkeitstreue im Motiv. Oft gab er seine aus ungewohntem Blickwinkel gesehenen Baudenkmäler, stillen Winkel oder Landschaftsausschnitte mit einem „balladenhaft-schwermütigen“ Stimmungsgehalt wieder (Abbildung: St. Matthias-Basilika von Norden). Doch er schuf auch weniger „verhangene“ Darstellungen wie seine Federzeichnungen der „Moselburgen“ (Abbildung: Burg Arras), die er in Mappen zu 6 oder 15 Blättern und als Buchillustrationen zum Reisebericht „Burgenzauber an der Mosel“ von Heinrich Tiaden erfolgreich vermarkten konnte.  Die entsprechenden Vorlagen (Bleistiftskizzen und Aufnahmen mit einer Plattenkamera vor Ort) waren im Jahre 1917 auf einer zweiwöchigen Mosel-Radtour des Malers mit dem Autor entstanden.

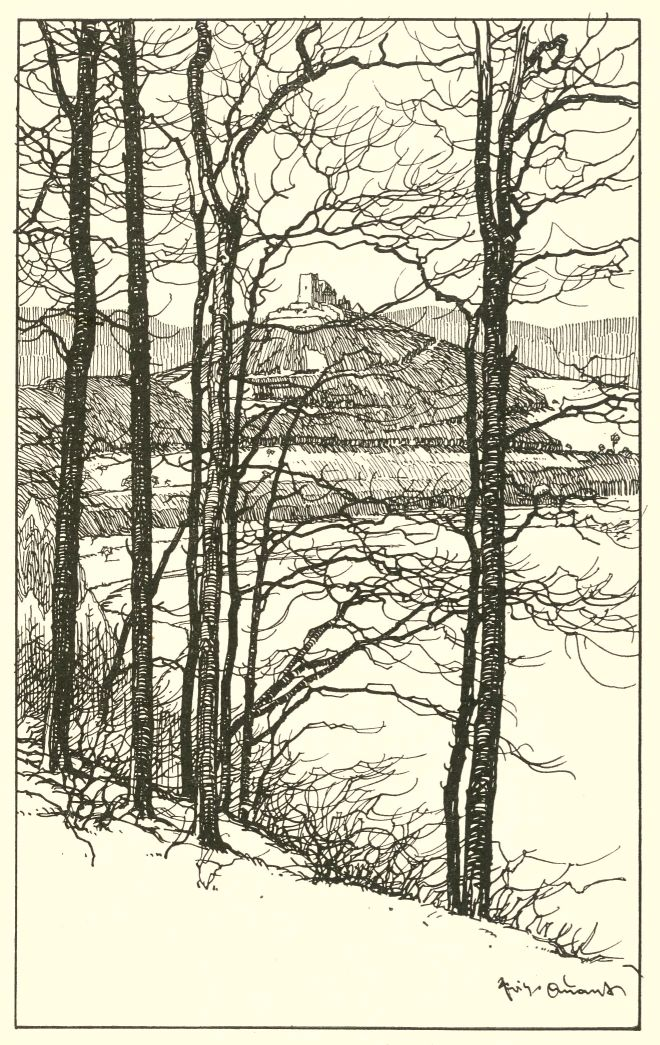
Burg Arras aus der Mappe „Moselburgen“ (vor 1925), 260 mm × 175 mm
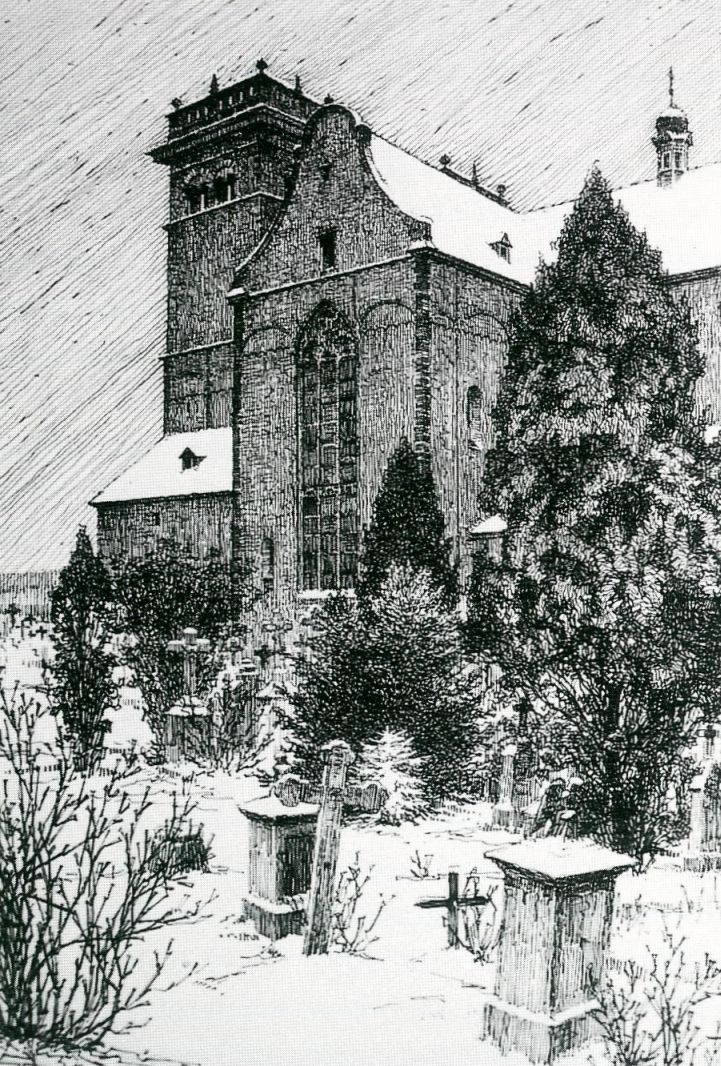
Matthiasbasilika von Norden (1916), 261 mm × 174 mm
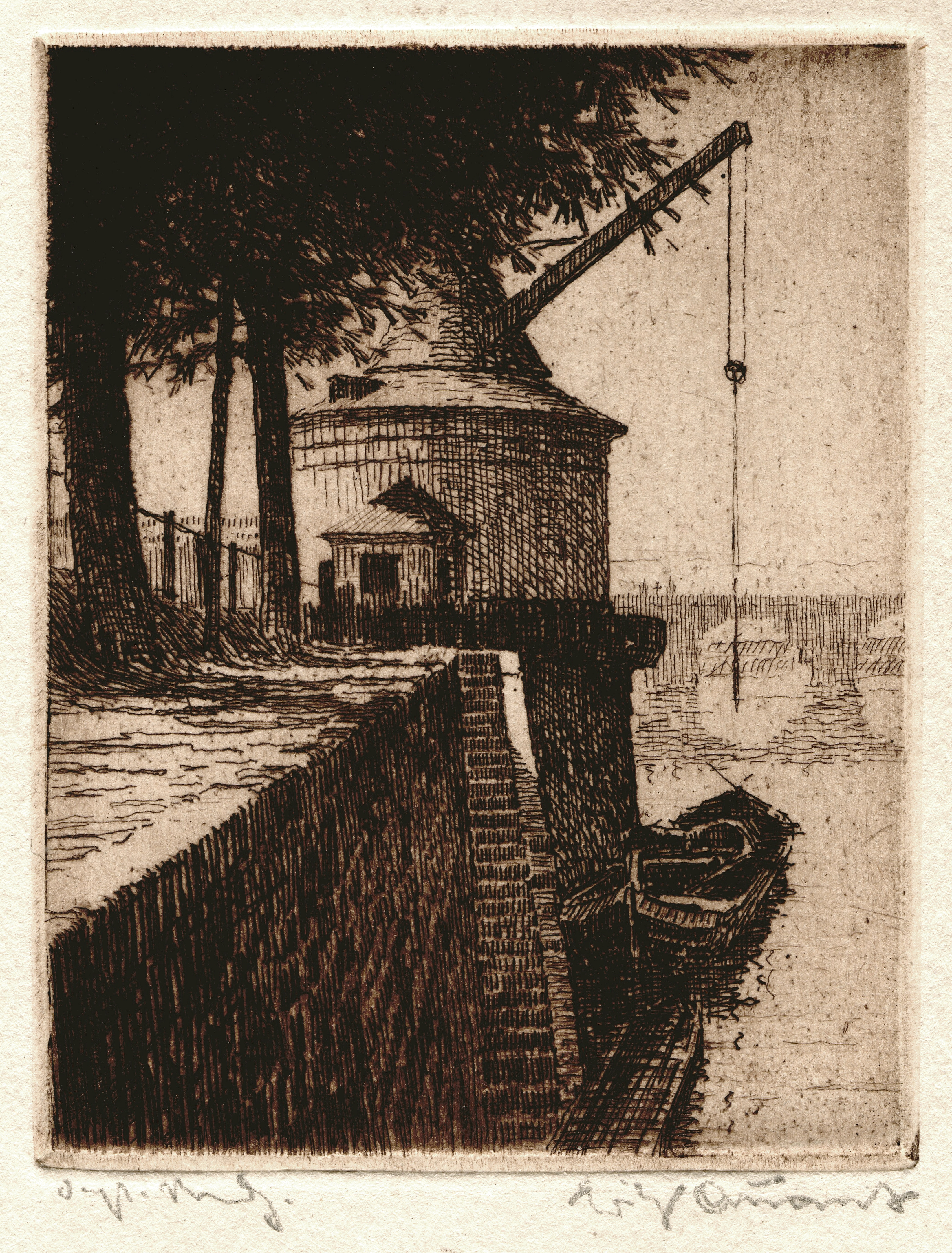
Moselkrahn (vor 1916), 82 mm × 65 mm
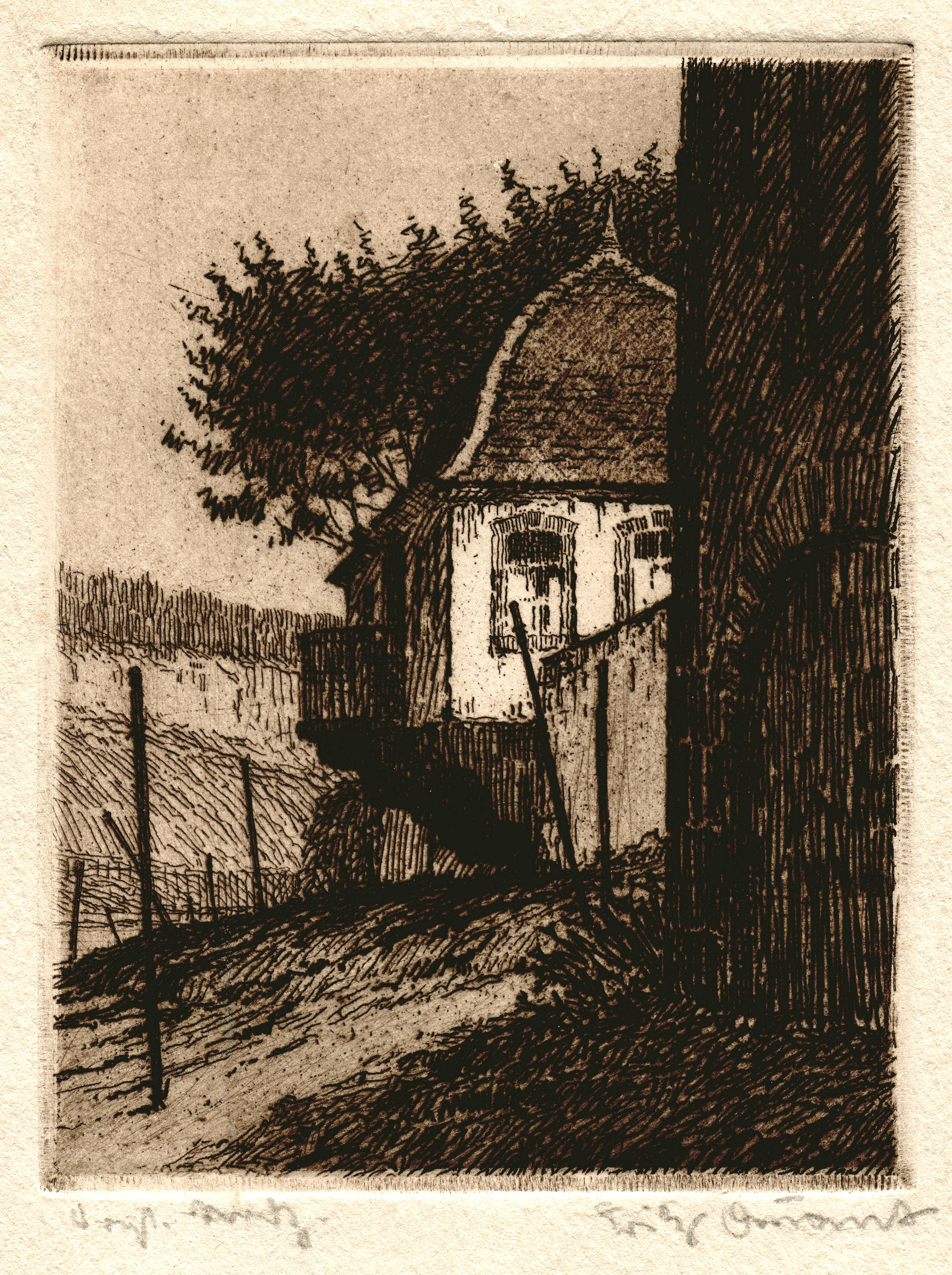
Balkonhäuschen Zurlaubener Ufer, (vor 1916), 91 mm × 70 mm
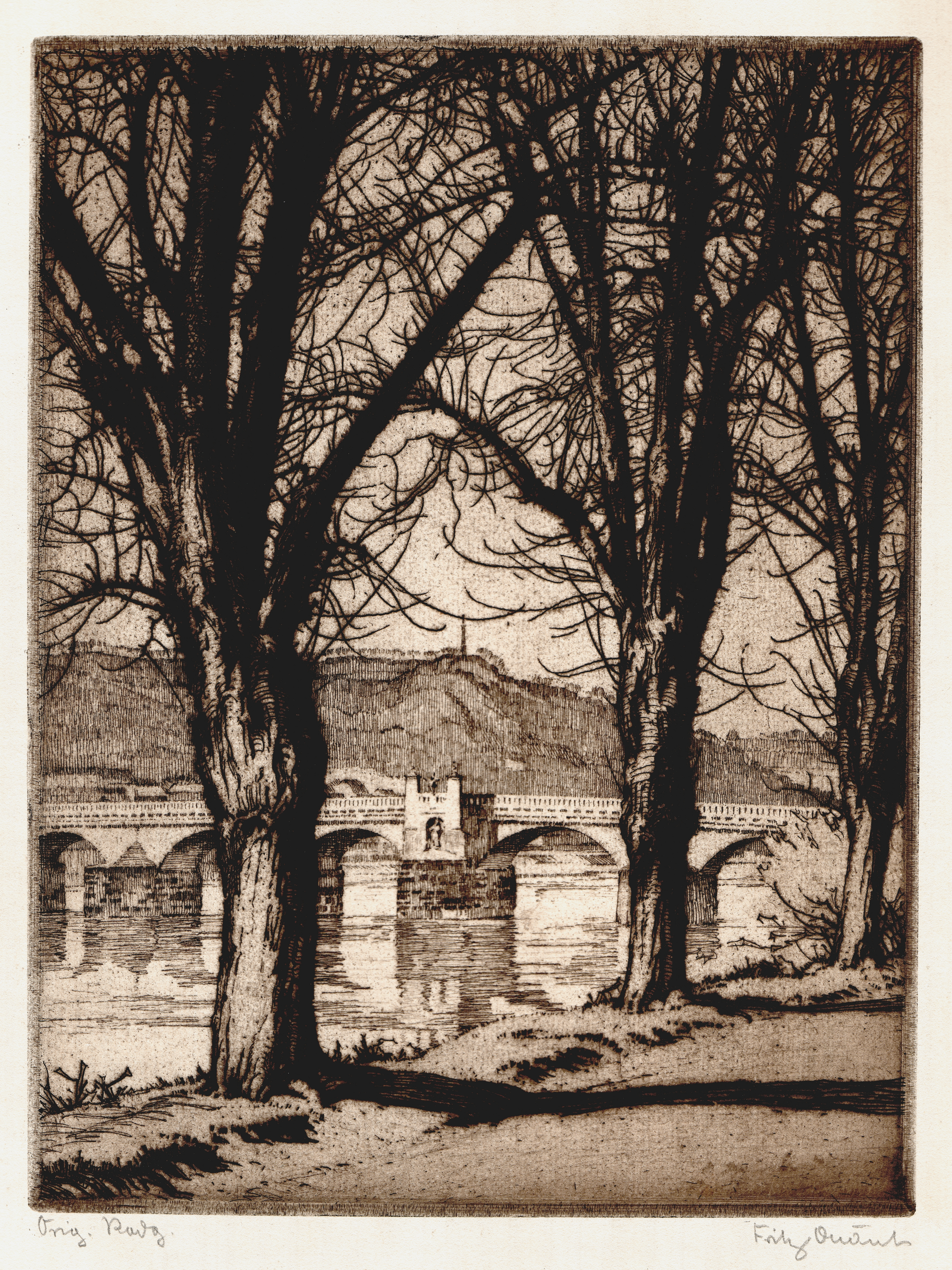
Römerbrücke (vor 1921), 223 mm × 168 mm
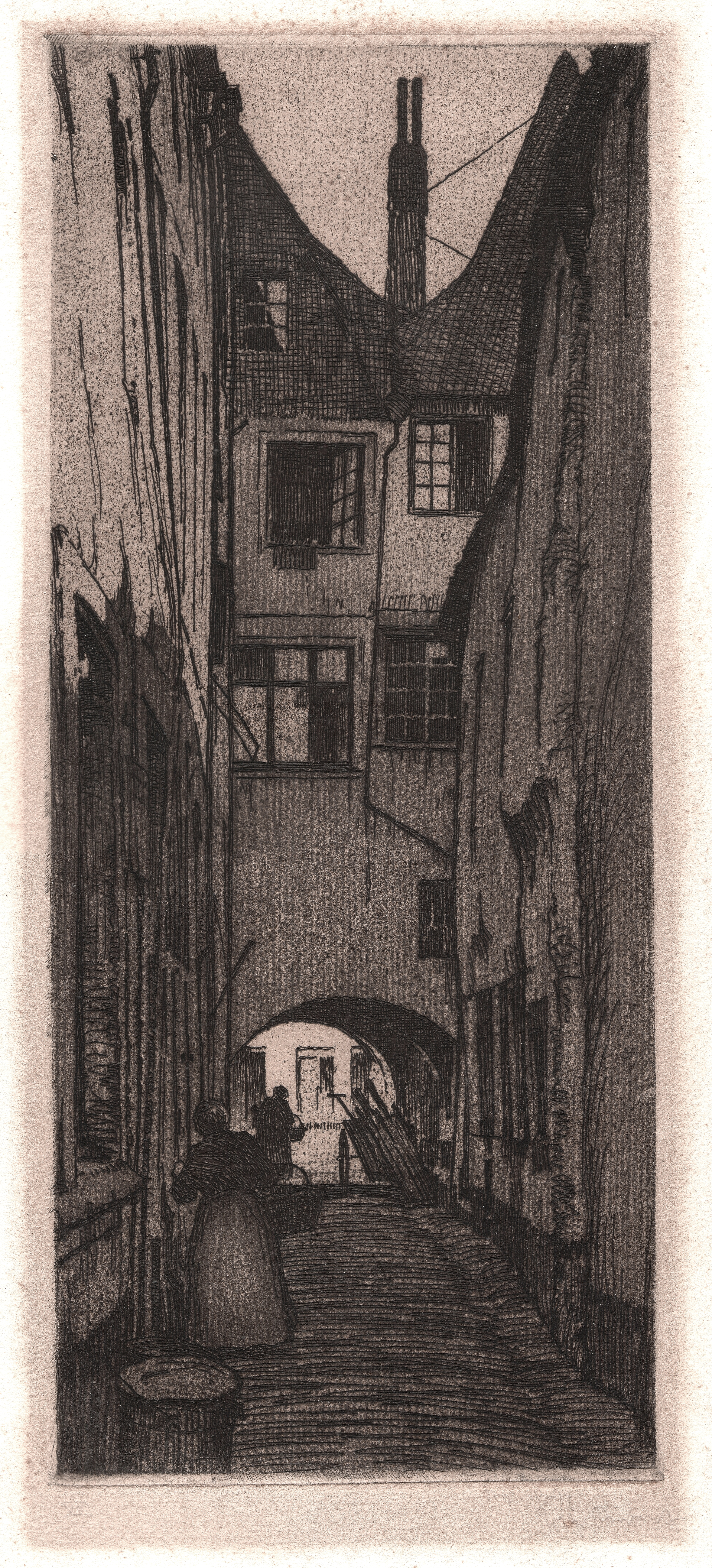
Judengasse in Trier (1917 oder früher), 300 mm × 135 mm
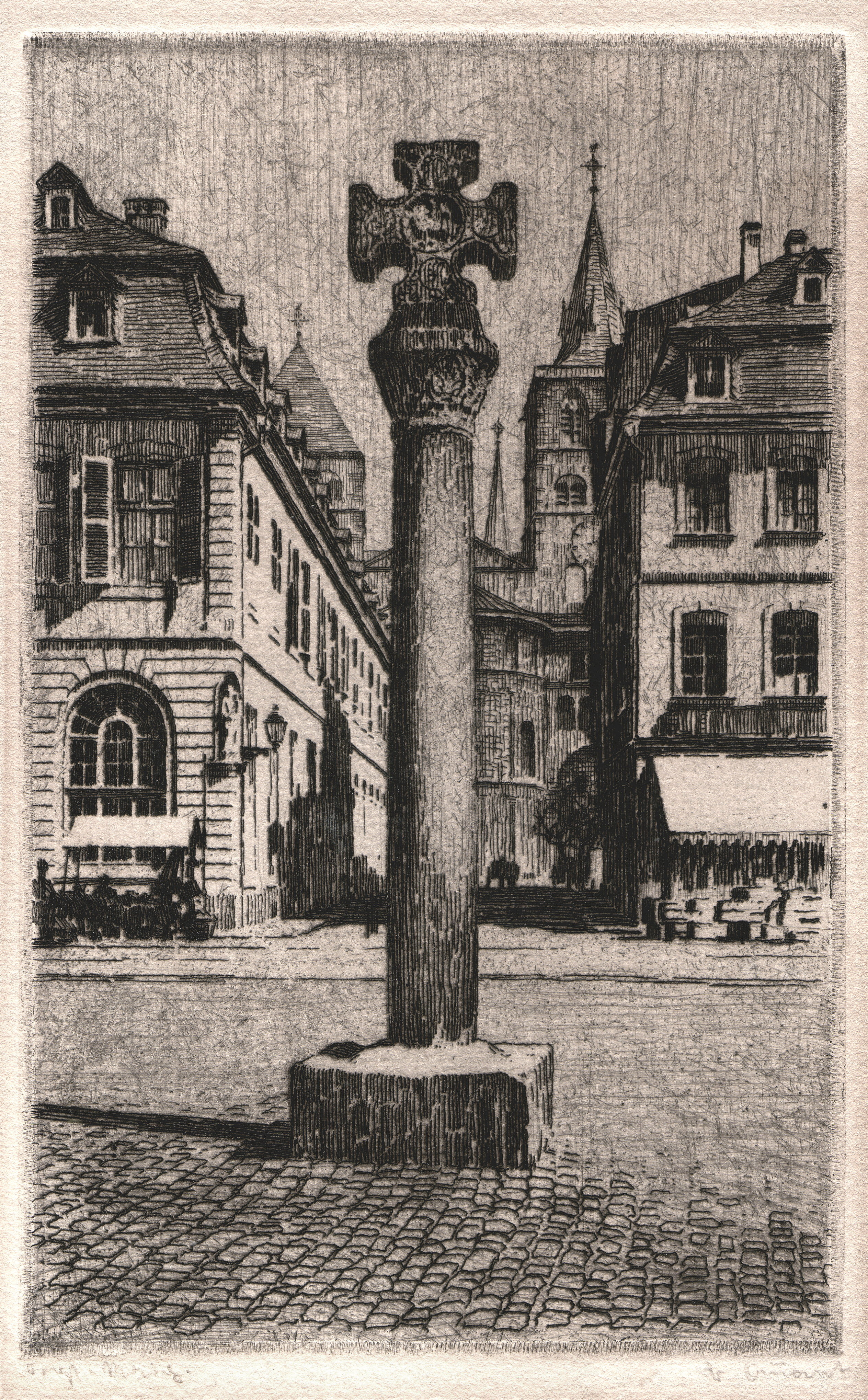
Marktkreuz in Trier (1917 oder früher), 162 mm × 100 mm
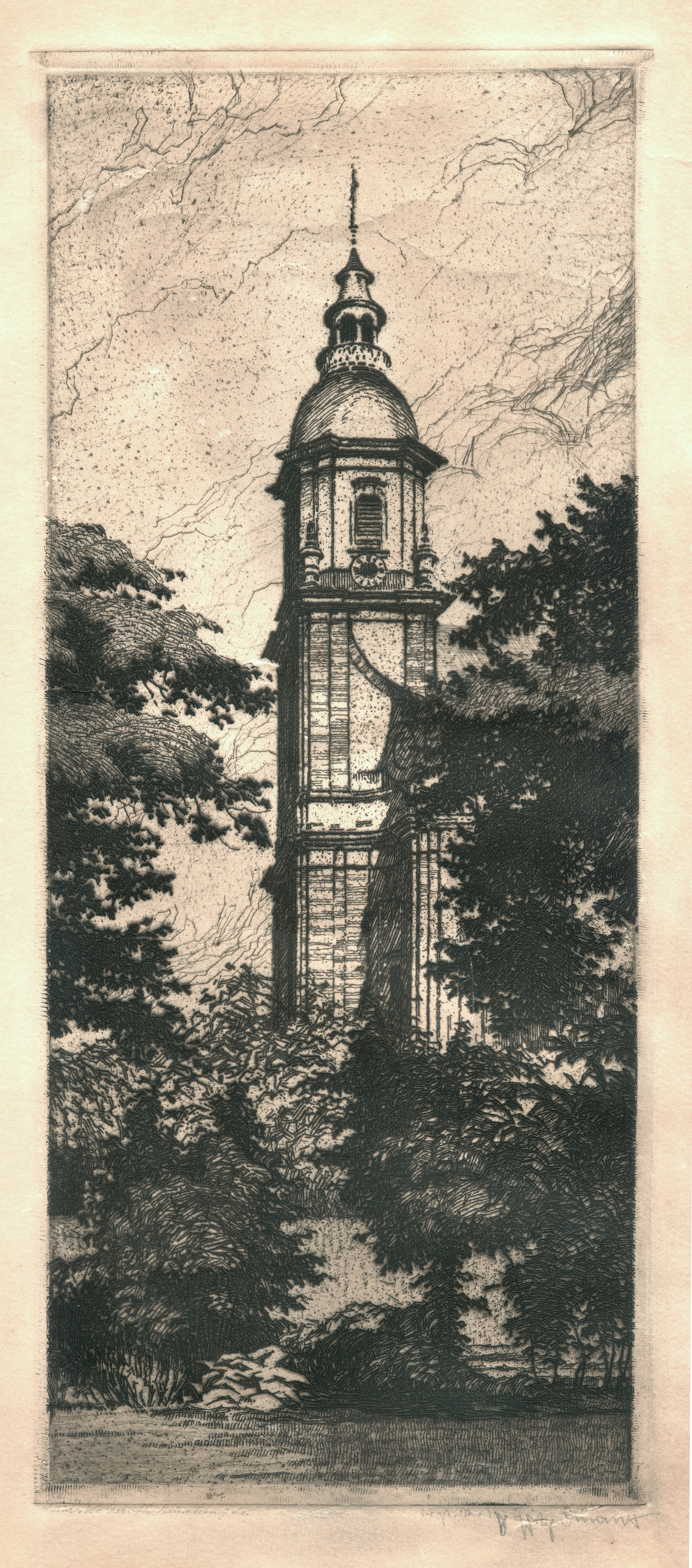
St. Paulin in Trier (1917 oder früher), 280 mm × 120 mm
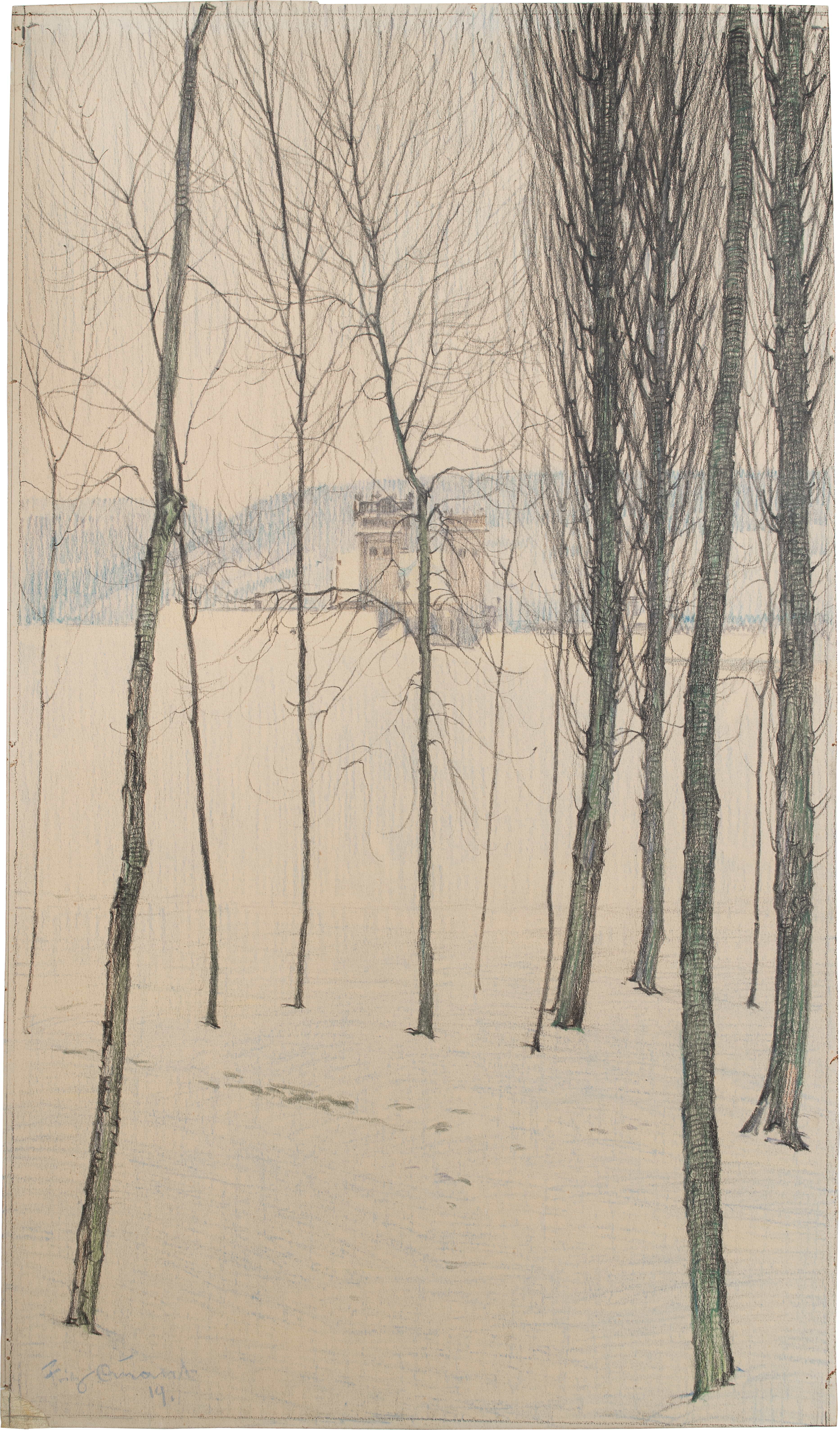
Benediktinerabtei St. Matthias (1919), 395 mm × 230 mm
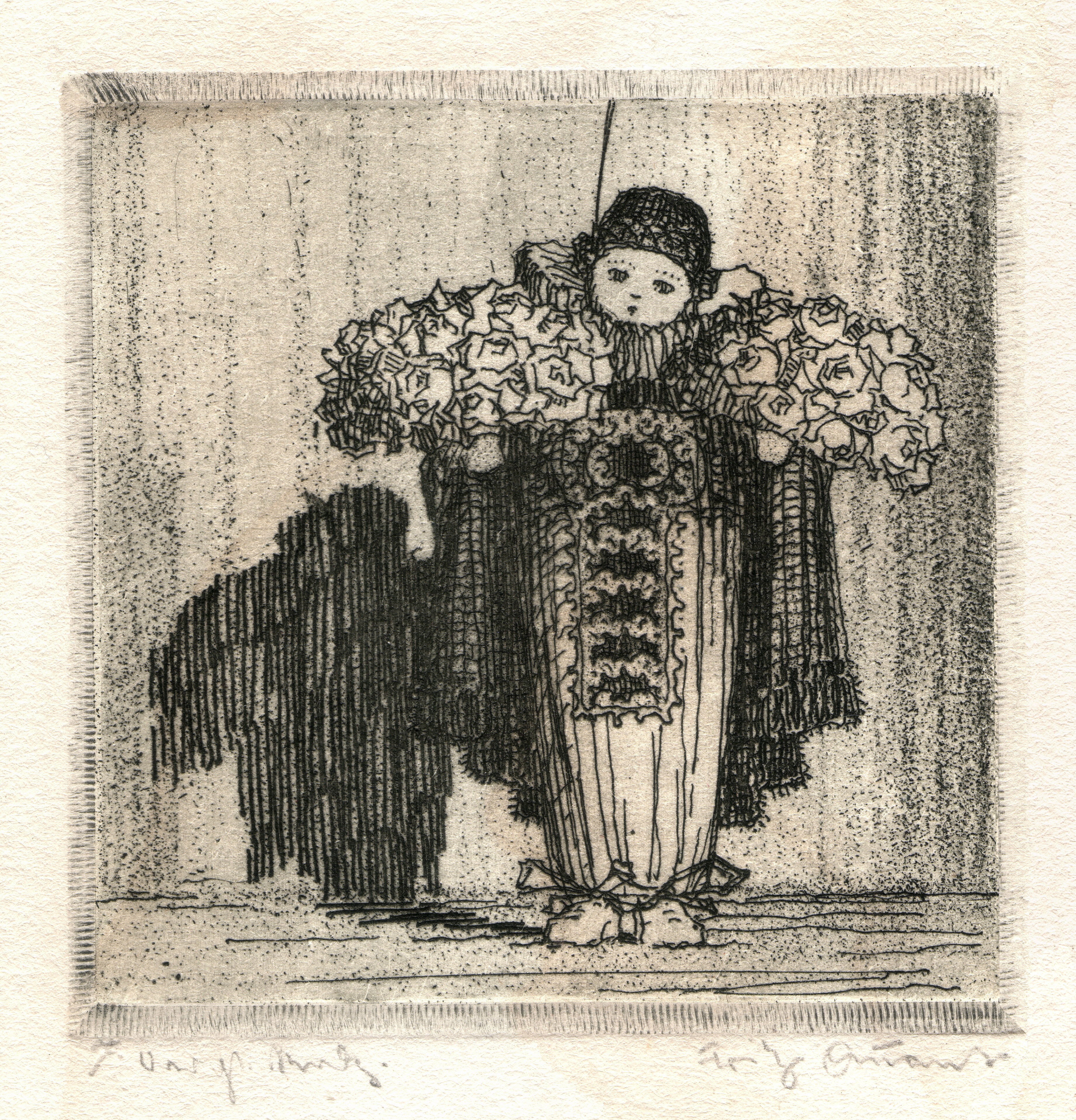
Gratulant (vor 1917), 70 mm x 68 mm
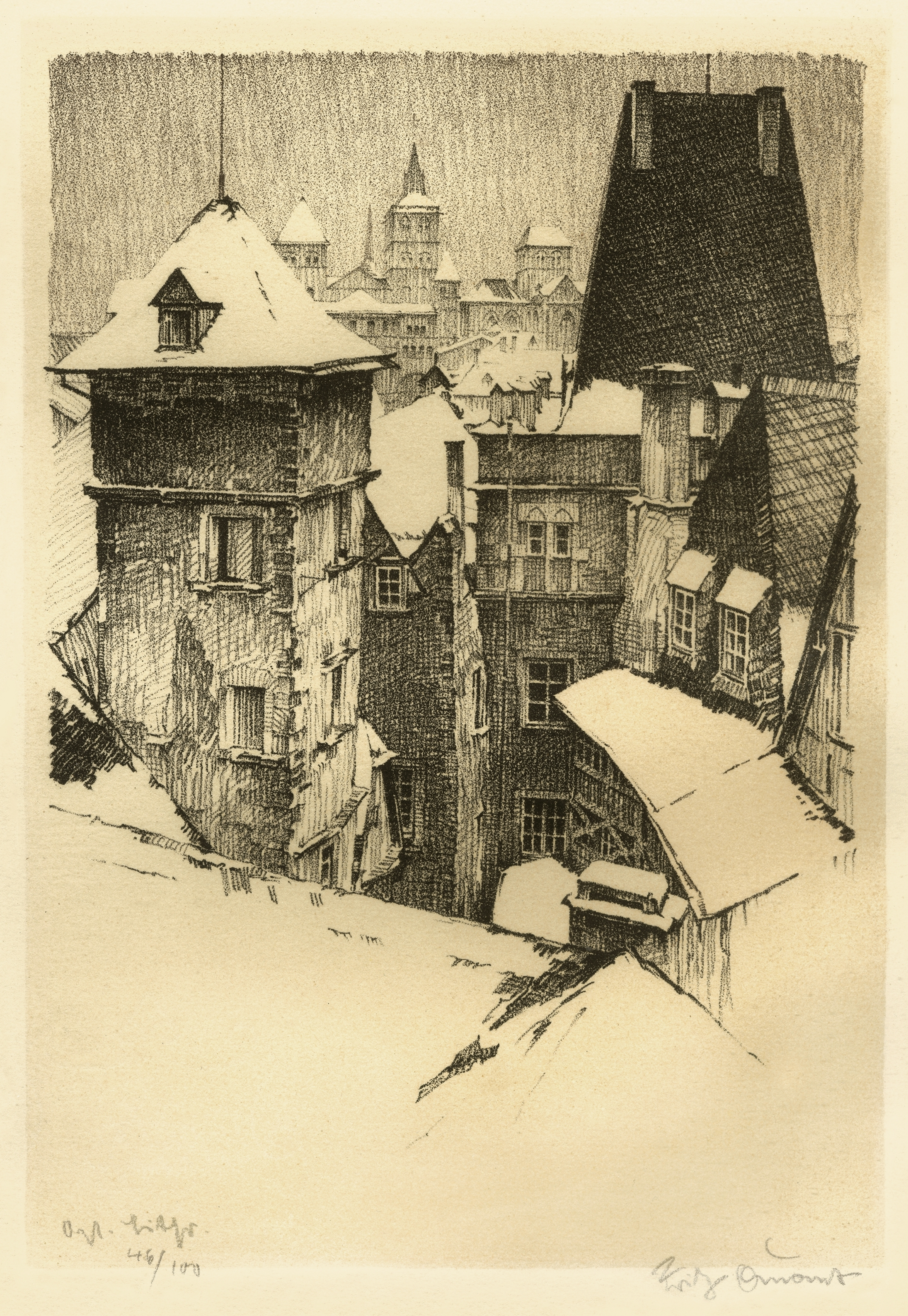
Steipenbering in Trier (ca. 1920), 255 mm × 175 mm
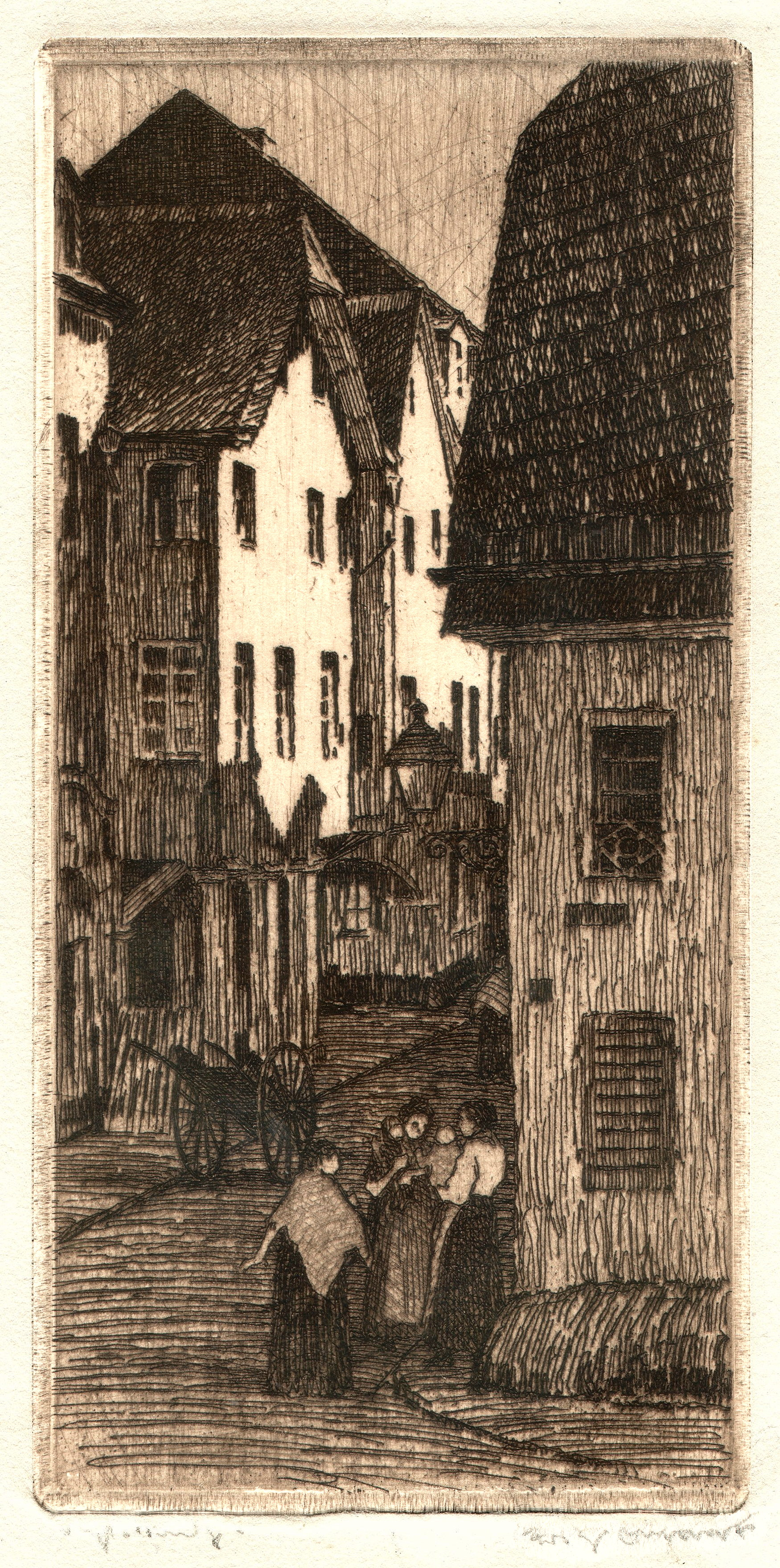
Krahnenstraße in Trier (1917 oder früher), 139 mm x 68 mm
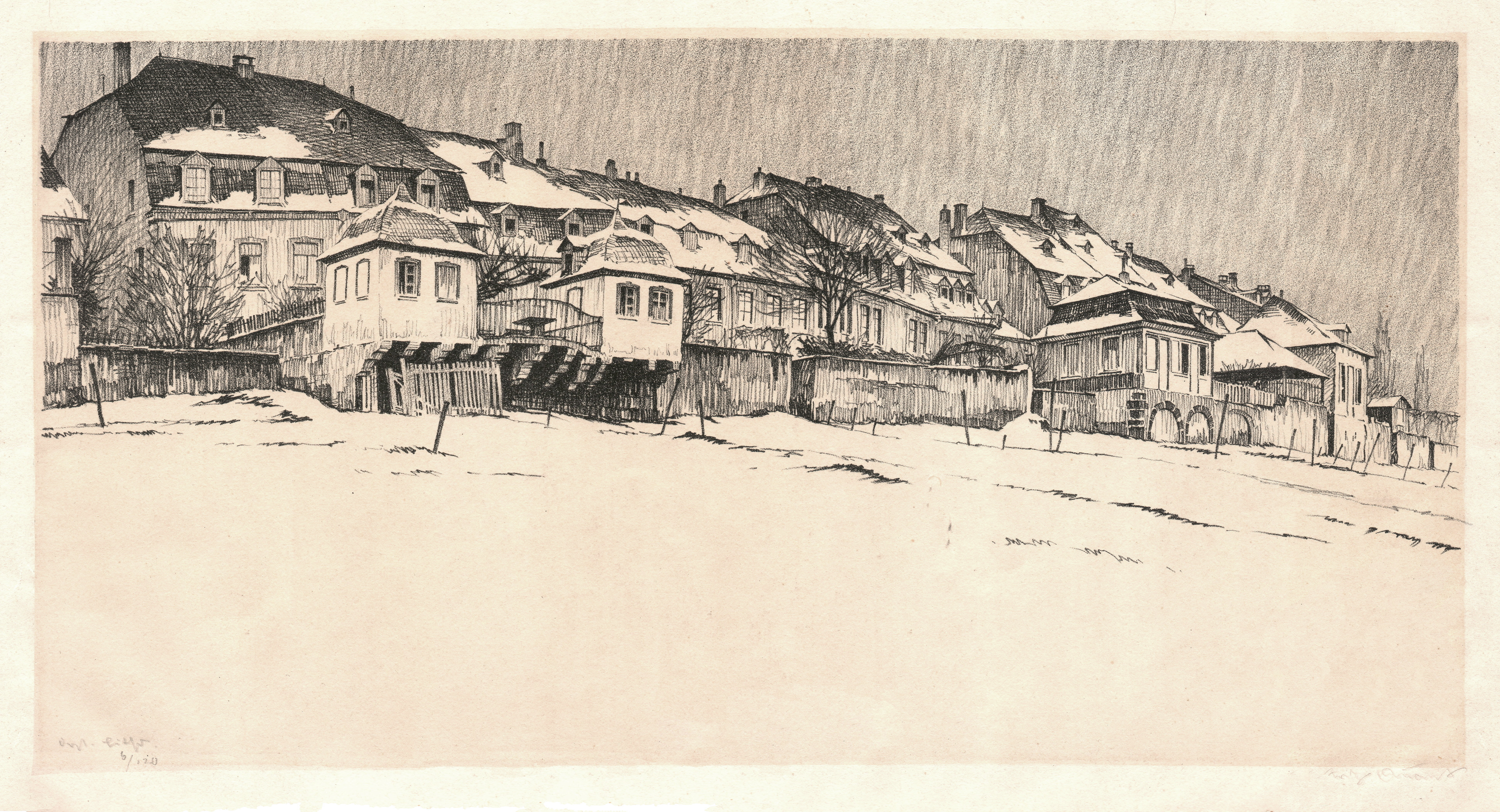
Zurlauben im Schnee (ca. 1920), 230 mm x 450 mm

### Angewandte Grafik
Wie beim Beispiel „Moselburgen“ verschränkten sich bei Quant häufig freie und angewandte Grafik. Die Beliebtheit seiner Ansichten brachten ihm vielfältige Aufträge zur Werbemittelgestaltung, insbesondere auf den Gebieten des Weinhandels und der Tabakindustrie (Weinetiketten, Weinkarten, Geschäftspapiere und Verpackungen) ein. Er entwarf lokale Notgeldscheine, Ehrenurkunden, Familienanzeigen, private Exlibris und widmete sich eingehend dem künstlerischen Buchschmuck. So stammten u. a. die umfangreichen Illustrationen zur Werbebroschüre „Rheinlands Weine“, die viel beachtete Rekonstruktionszeichnung des römischen Grabmals von Igel für das gleichnamige Standardwerk von Dragendorff/Krüger oder die Titelseiten der Periodika „Trierer Zeitschrift“ und „Trierische Heimat“ von seiner Hand.

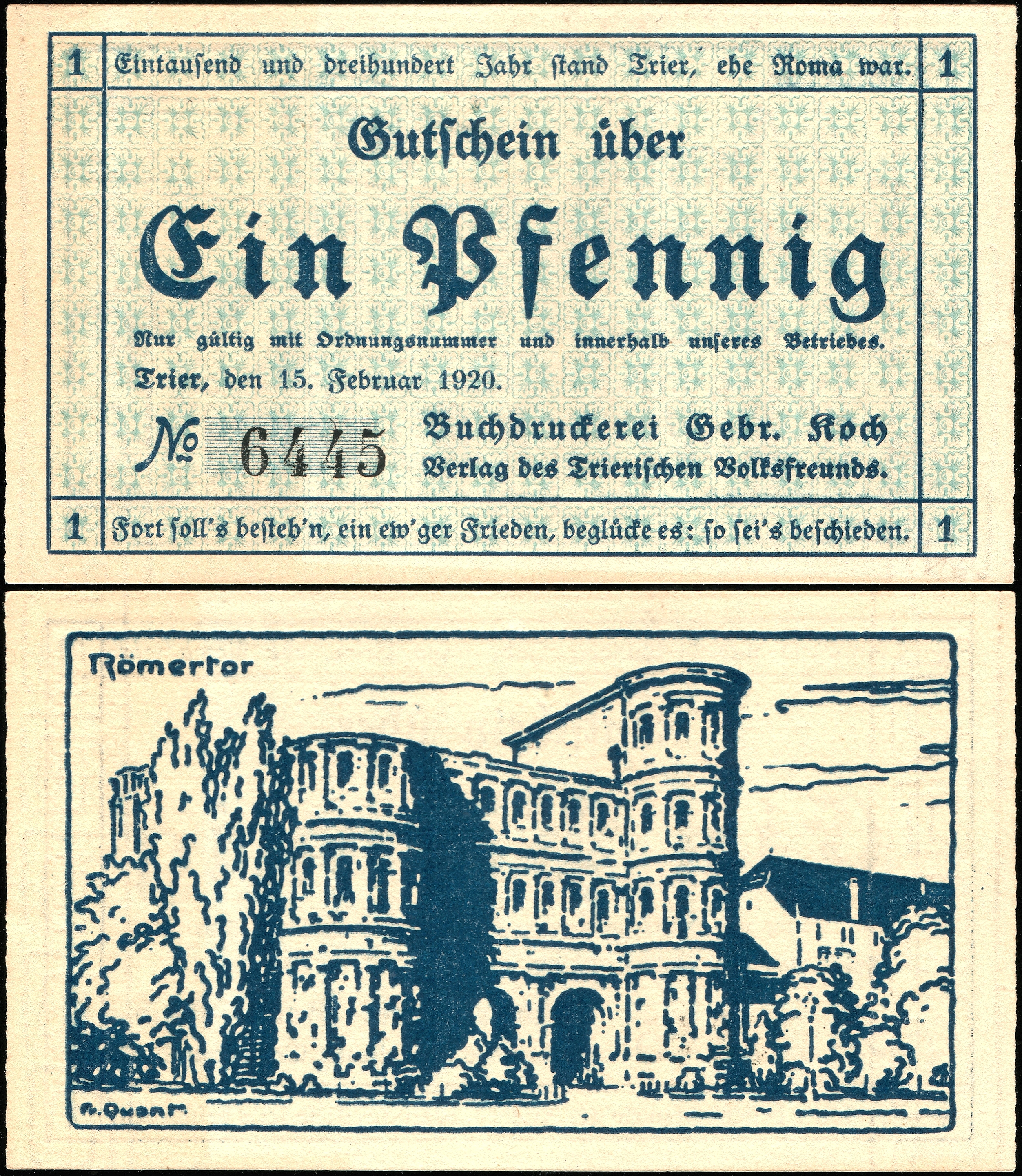
1 Pfennig Notgeldschein (1920), VS: ein Zitat aus der Trebeta-Sage, RS: Porta Nigra
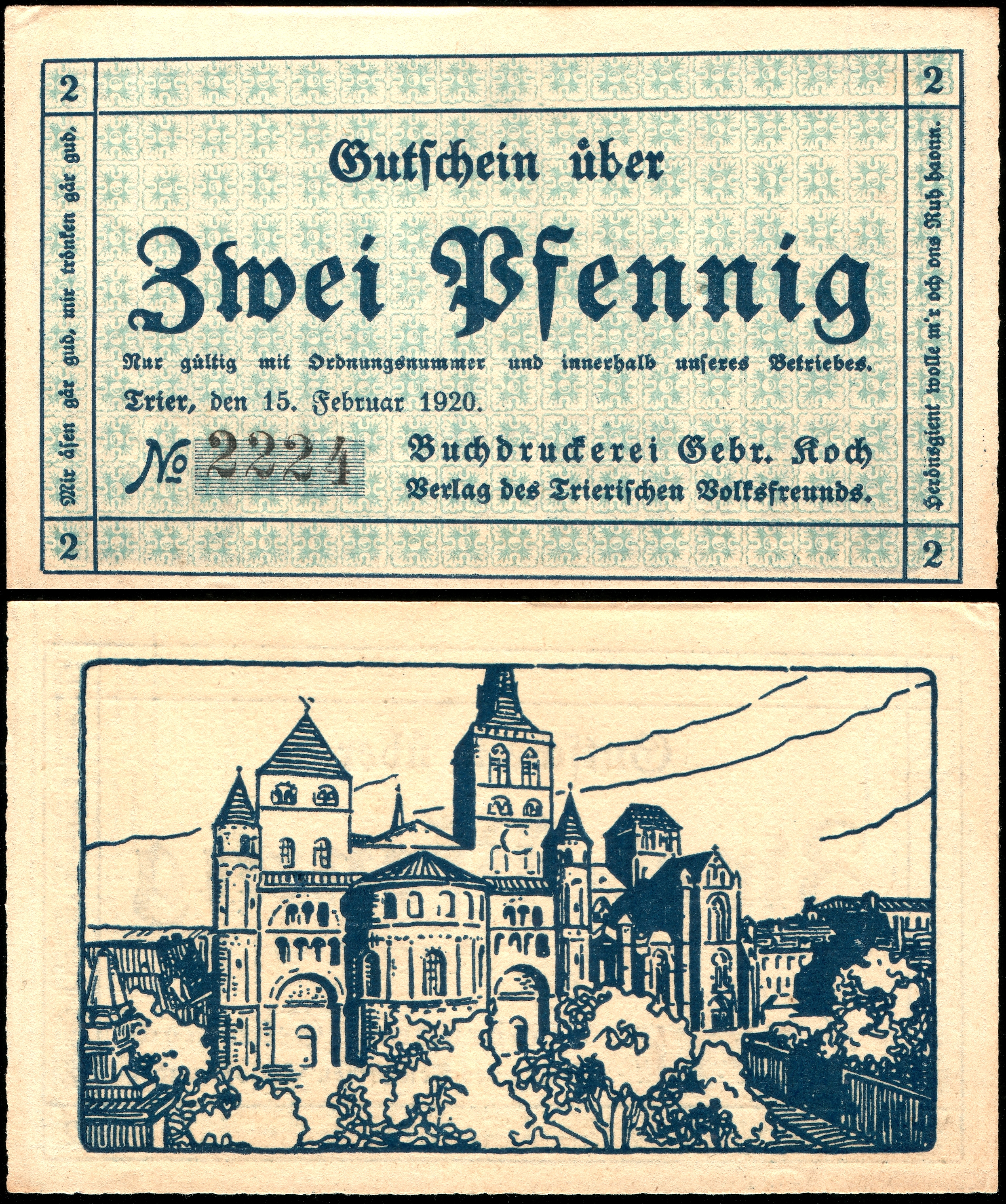
2 Pfennig Notgeldschein (1920), RS: Trierer Dom und Liebfrauenkirche
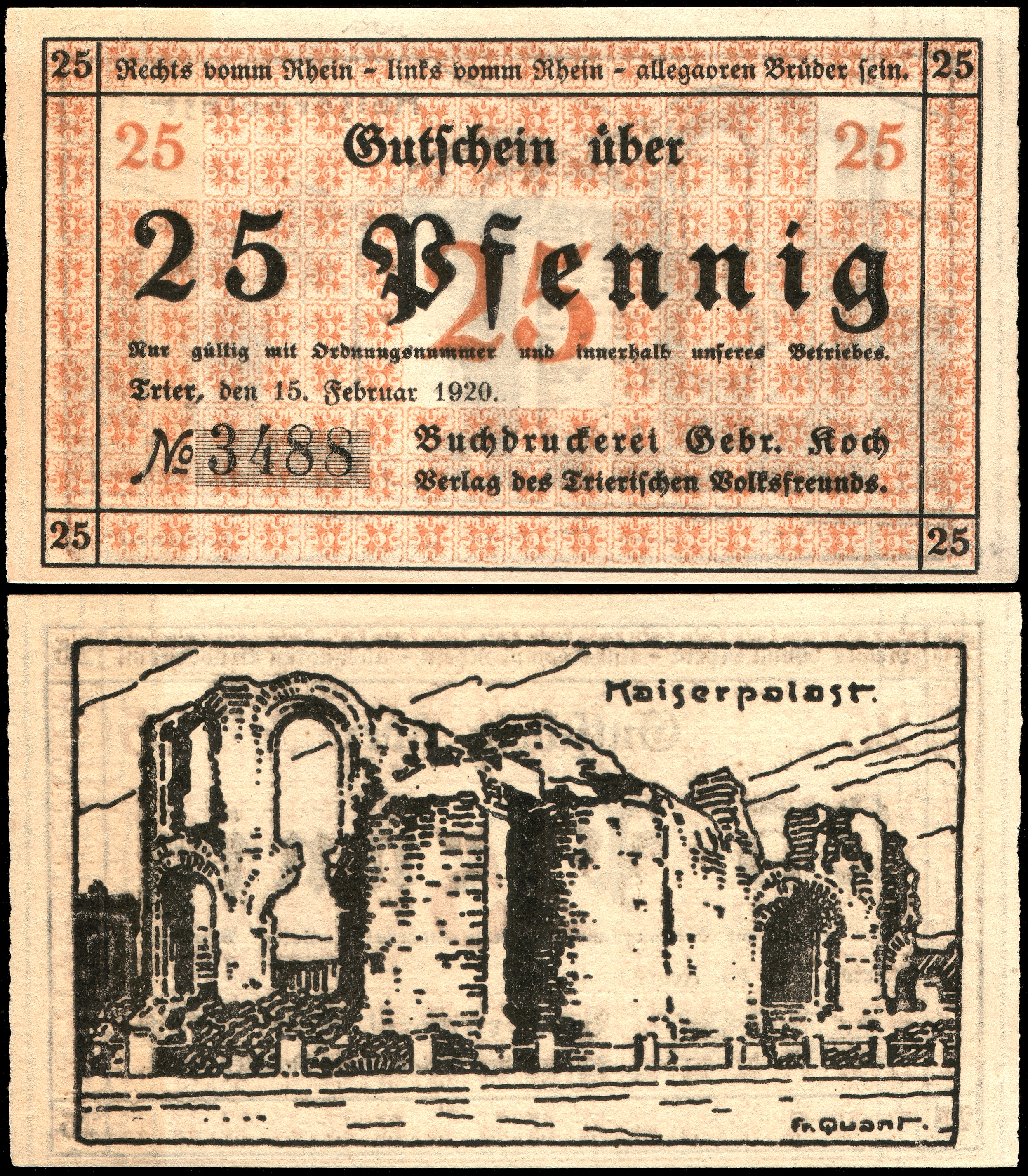
25 Pfennig Notgeldschein (1920), RS: Kaiserthermen
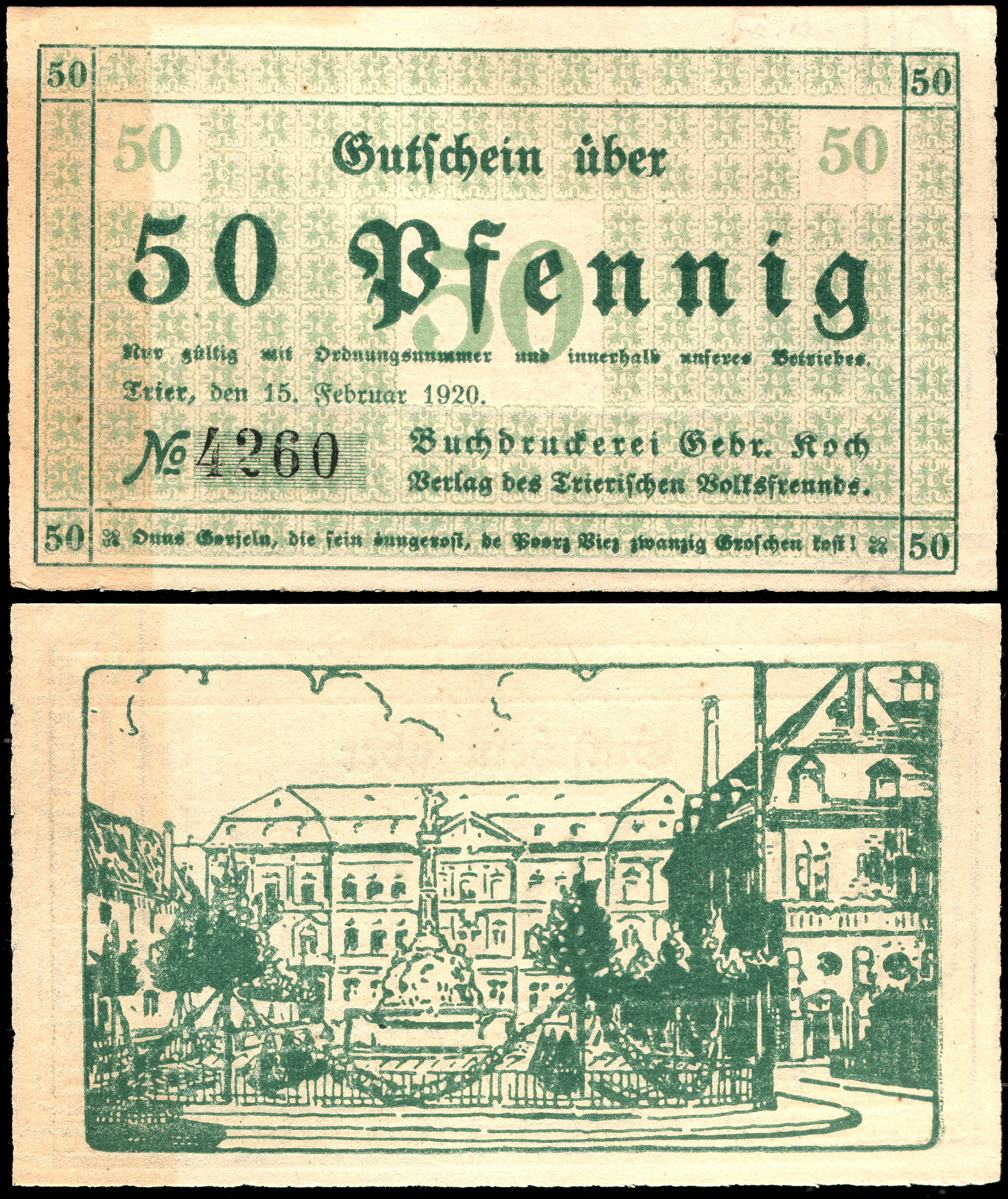
50 Pfennig Notgeldschein (1920), RS: Kornmarkt
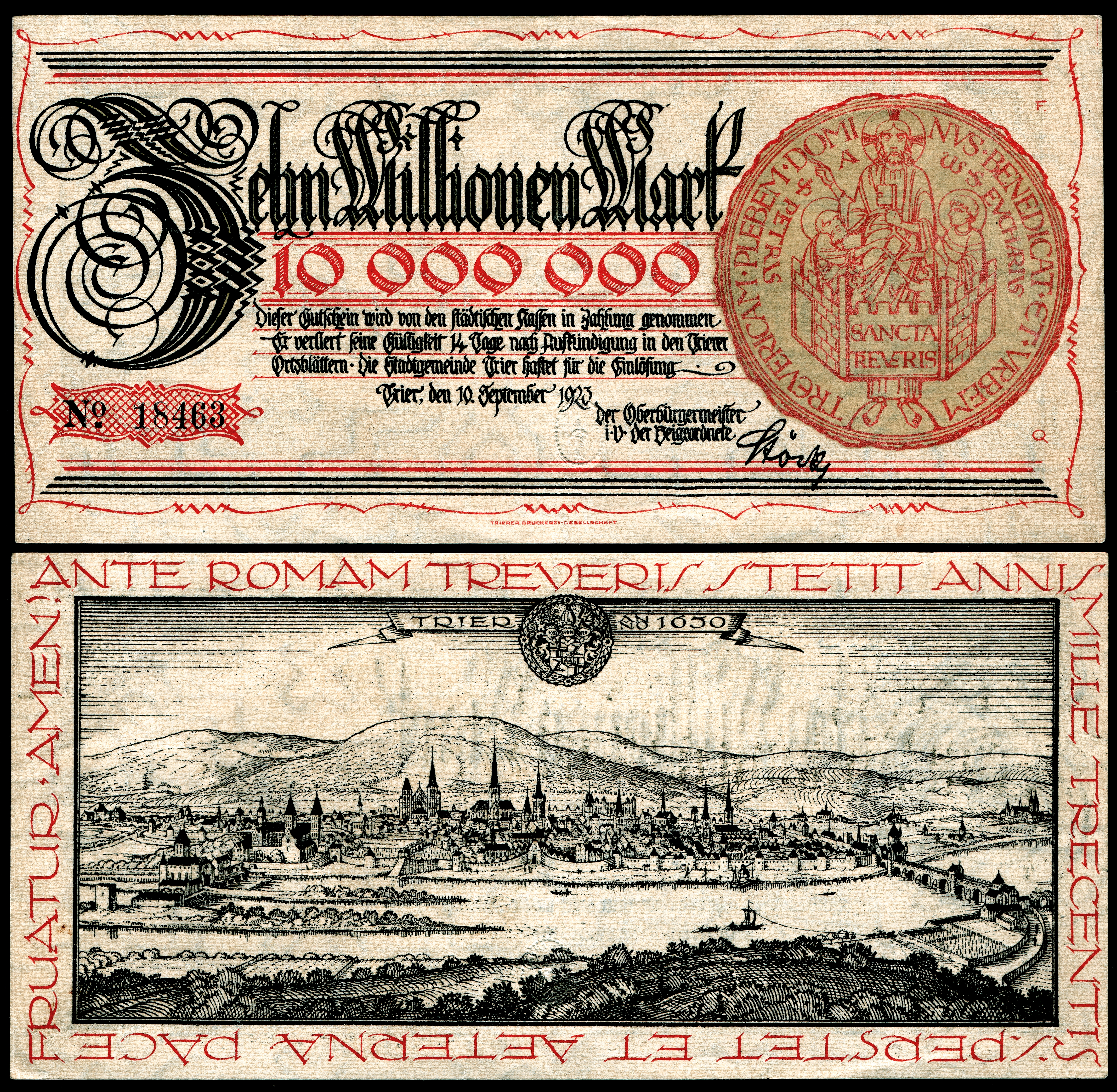
Zehn Millionen Mark Notgeldschein (1923), RS: Stadtansicht von Trier nach einem Stich von Merian (1646)
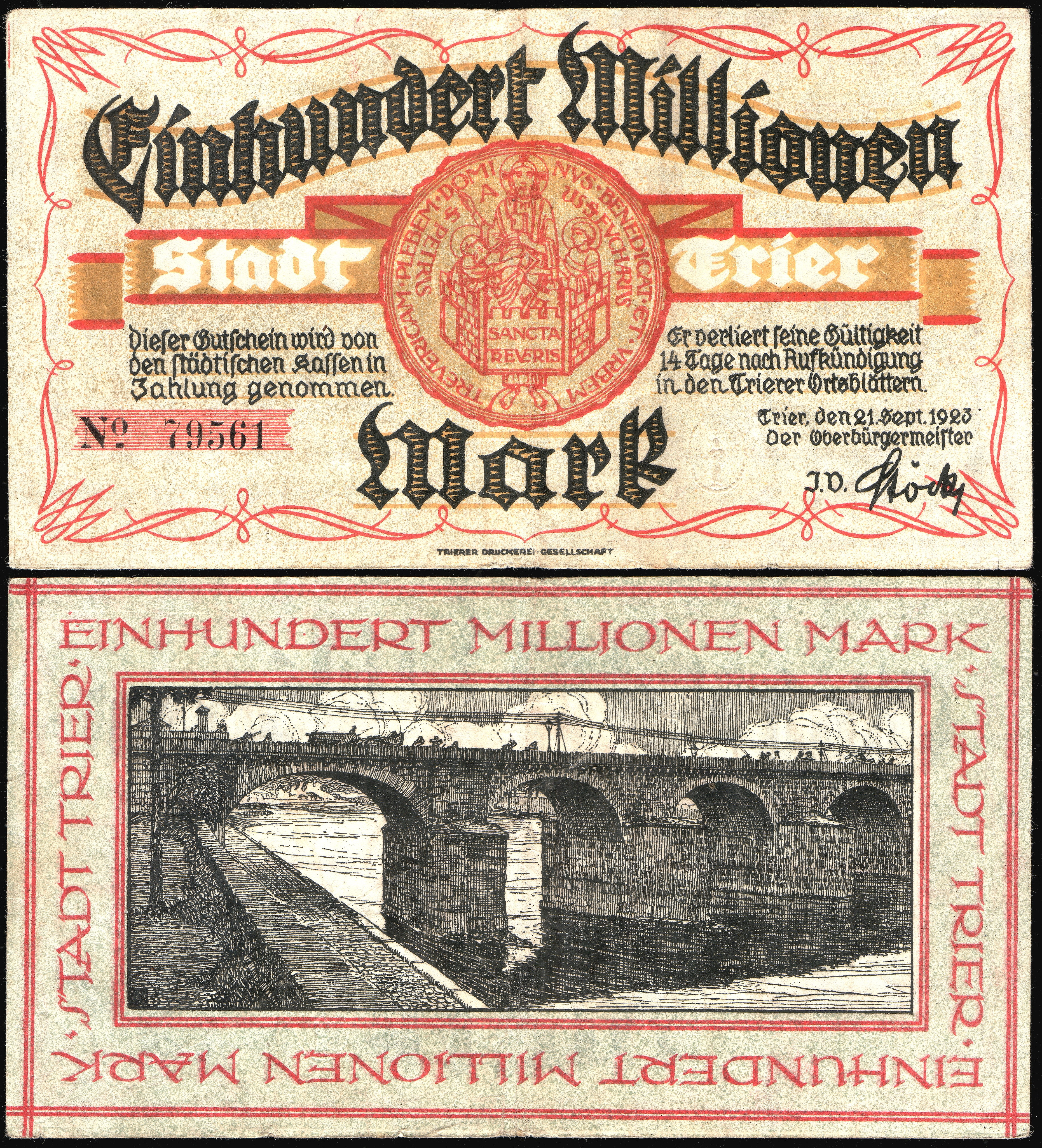
Einhundert Millionen Mark Notgeldschein (1923), RS: Römerbrücke
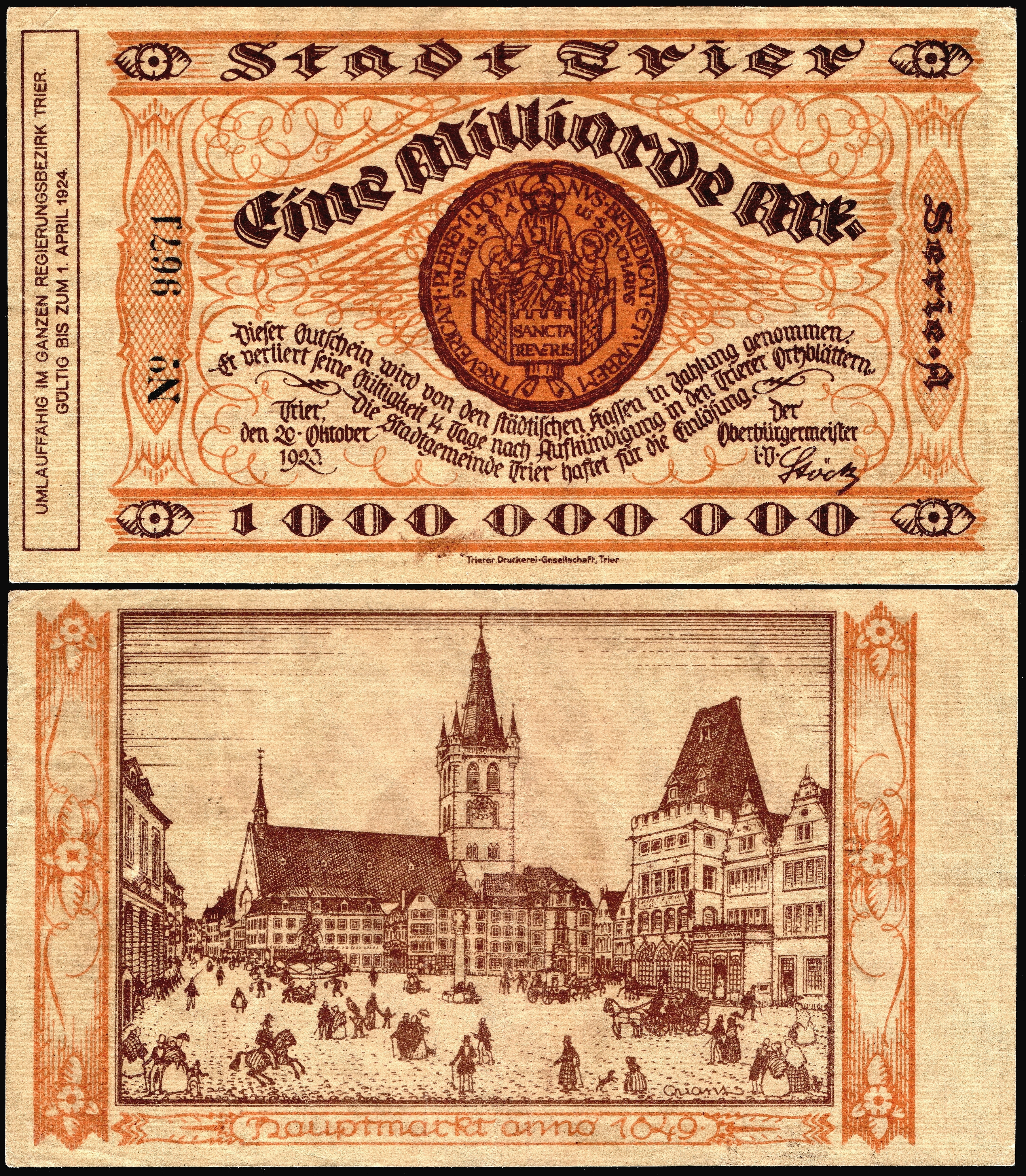
Eine Milliarde Mark Notgeldschein (1923), RS: Trierer Hauptmarkt

### Freie Malerei
Die freie Malerei kam zu kurz in Fritz Quants zu kurzem Leben. Über welches Potenzial der Künstler verfügte, zeigte schon sein Gemälde „Münchener Fasching“ mit großzügiger Pinselschrift und einer das quirlige Tanzmotiv unterstreichenden Expressivität der Farben. Ebenso eigenständig und bemerkenswert waren seine Landschaften mit tief liegendem Horizont, über die er grandiose Wolkenhimmel spannte, so u. a. bei seinem „Blick auf Trier von Westen“, das in einer weiteren Version dem Reichskanzler Gustav Stresemann zum Amtsantritt als Geschenk überreicht wurde. Doch Quants zahlreiche Projekte anderer Sparten ließen, auch dem Lebensunterhalt geschuldet, nur ein relativ schmales Œuvre an Staffeleimalerei entstehen. Es waren vorwiegend Ansichten aus der Großregion, starkfarbig leuchtend und auf markante Formelemente reduziert wie beispielsweise „Bernkastel“, „Weinfelder Maar“ oder „Saarburg“. Einige subtile Blumenstücke ergänzten das Werk.

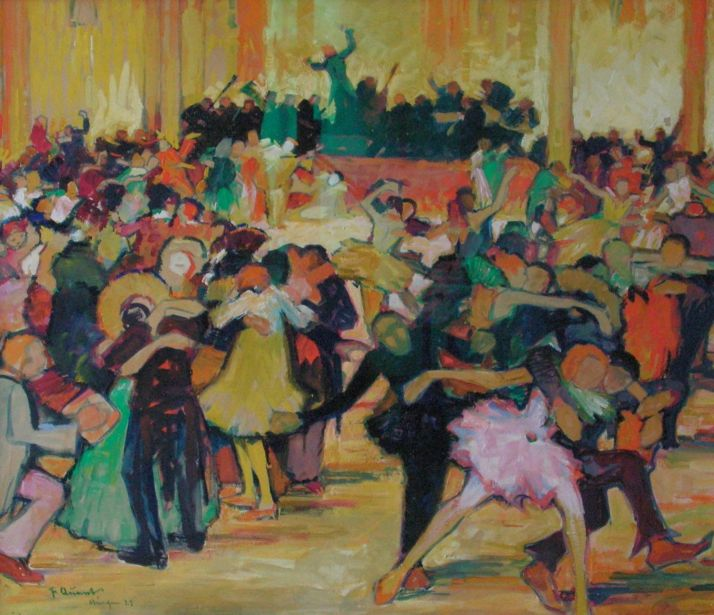
Münchener Fasching, Öl auf Malpappe, 1921, 67 cm × 78 cm
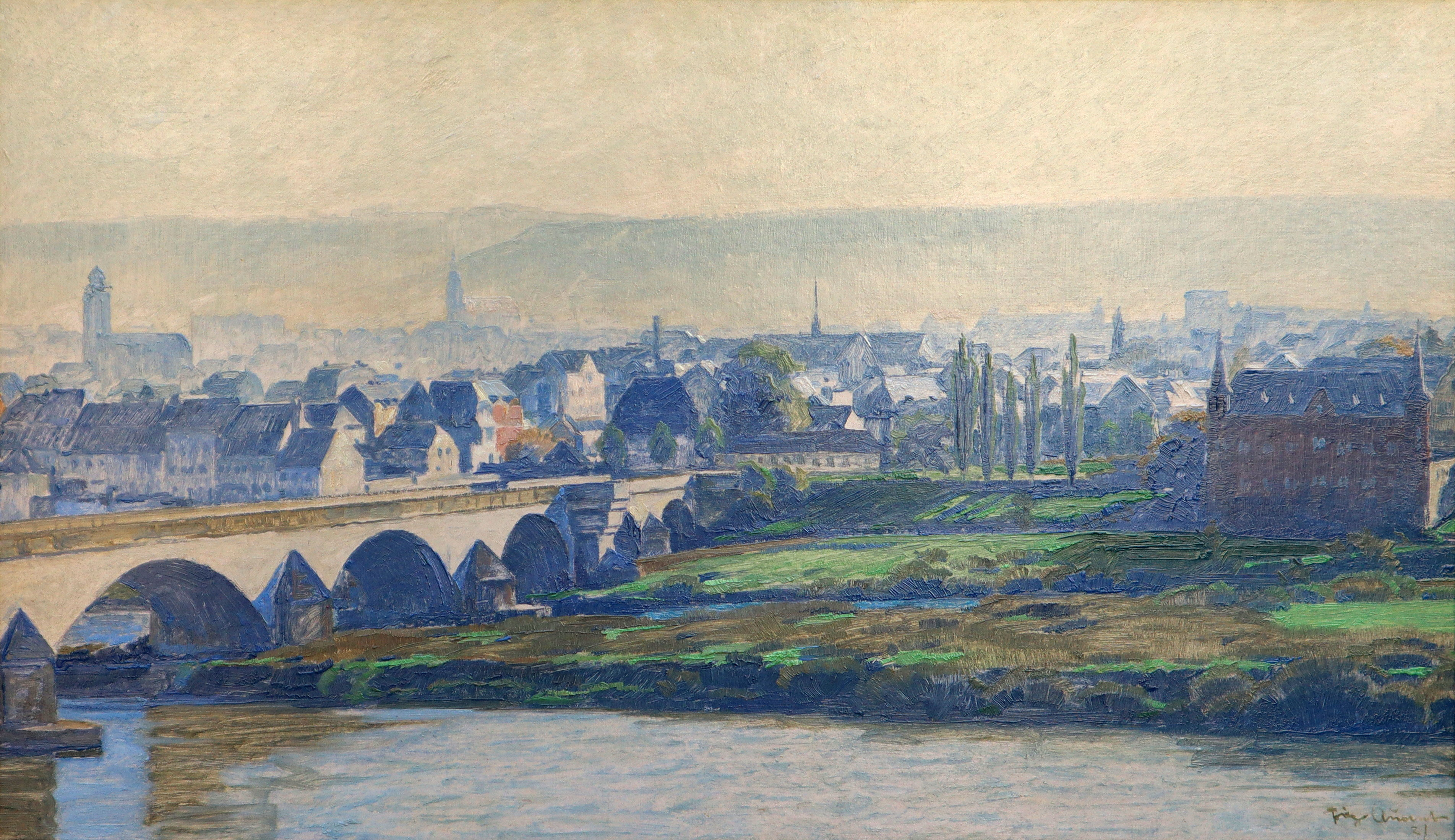
Stadtansicht von Trier über die Mosel, 1921, Öl auf Leinwand, 32 cm x 57 cm
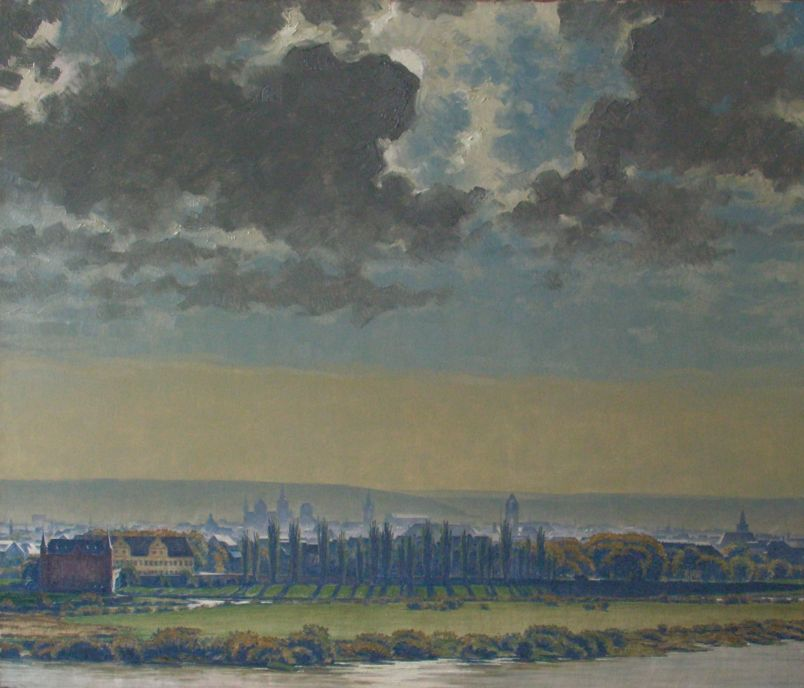
Blick auf Trier von Westen, um 1922, Öl auf Leinwand, 83 cm × 97 cm
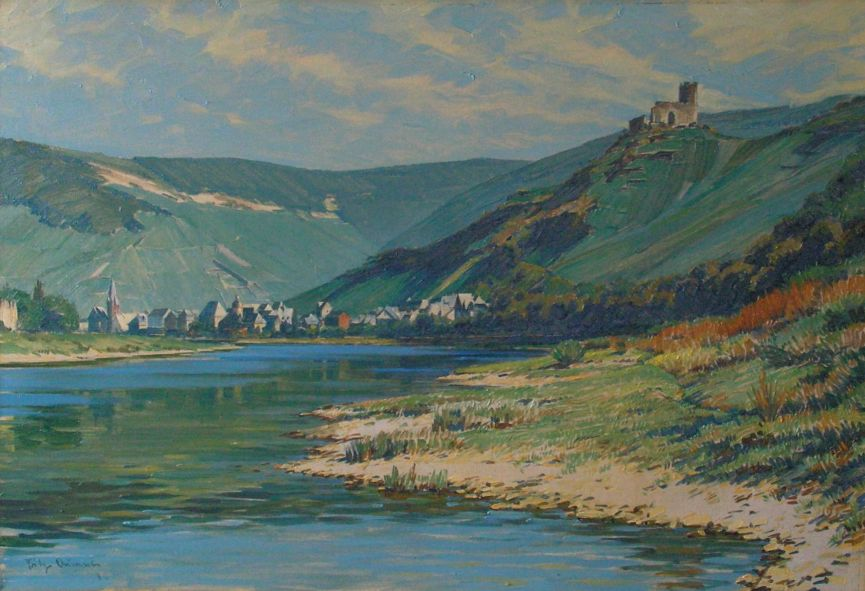
Bernkastel, Öl auf Leinwand, 1930, 58 cm × 85 cm
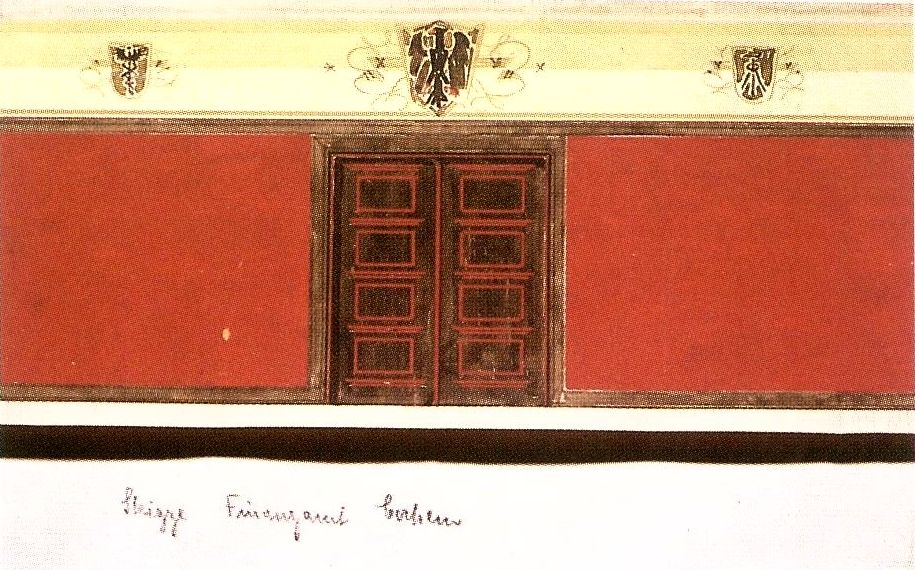
Entwurf Finanzamt Cochem, 1930, Tempera, 17 cm × 40,7 cm. Ausmalung untergegangen

### Raumgestaltung
In seinem letzten Lebensjahrzehnt widmete sich Fritz Quant trotz angegriffener Gesundheit ganz überwiegend der Innenraumgestaltung. Die Erarbeitung der Raumkonzepte und die Ausmalung von mehr als 30 Sakralbauten und profanen Objekten wie Kirchen, Kapellen, Amtsgebäuden, Schulsälen, Museumsräumen und Gasthäusern erweist seine enorme Produktivität auf diesem Gebiet. Kriegszerstörungen, Umbauten oder Übermalungen ließen jedoch diese Gesamtkunstwerke bis auf wenige Ausnahmen, wie beispielsweise den großen  Sitzungssaal im Alten Rathaus Wittlich, untergehen. Soweit nachgelassene Raumkunst-Entwürfe Quants und zeitgenössische Rezensionen eine Beurteilung zulassen, bewegte er sich bei seiner vorwiegend ornamentalen Malerei zwischen den Polen eines bürgerlich konservativen Späthistorismus mit Jugendstil-Elementen und expressionistischer Beeinflussung mit kräftig-kontrastreicher Farbwahl, bis hin zu ungewohntem Schwarz als Wandfarbe. Seine Raumkunst war Auftragskunst.

### Vermächtnis und Ehrungen
Quants Witwe und Erbin vermachte am 28. Oktober 1959 dessen künstlerischen Nachlass an Ölgemälden, Zeichnungen, Kupferplatten/Radierungen „seiner geliebten Vaterstadt Trier“ und bat zugleich um Pflege des Werkes zum Gedächtnis des Malers. Nach ihrem Tod im Jahre 1976 gelangten über 400 Werke aus allen Arbeitsgebieten des Künstlers, einschließlich der Kupferplatten der Druckgrafik sowie persönliche Dokumente und Gegenstände an die Stadt Trier bzw. an das Stadtmuseum Simeonstift Trier. Die Stadt Trier benannte noch im selben Jahr eine Straße im Neubaugebiet Feyen/Grafschaft nach Fritz Quant. Sie gewährte zudem ein Ehrengrab auf dem Trierer Hauptfriedhof, in dem der Maler und seine Ehefrau ruhen.

### Publikationen (Auswahl)
- Moselburgen – 6 bzw. 15 Blätter nach Originalfederzeichnungen von Fritz Quant, Kommissions-Verlag Fr. Lintzsche Buch- und Kunsthandlung Trier, o. J. (1919); mehrere Exemplare im Nachlass des Künstlers, Stadtmuseum Simeonstift Trier.
- Heinrich Tiaden: Burgenzauber an der Mosel. Fröhliche Künstlerfahrten in einem Land der Glückseligkeit. Mit Federzeichnungen von Fritz Quant. Fr. Seybold’s Verlagsbuchhandlung, München 1920.

## Ausstellungen
- 1916 – Trier. Einzelausstellung im Provinzialmuseum (heute Rheinisches Landesmuseum Trier).
- 1916 – Köln. Kölnischer Kunstverein: „Kunst aus Kölner Privatbesitz“
- 1917 – Trier. Ausstellung „Front und Heimat“ im Provinzialmuseum.
- 1917 – München. Sommerausstellung des Deutschen Künstler-Verbandes „Die Juryfreien e.V.“
- 1919 – Trier. Weihnachts-Atelierausstellung des Malers in seiner „geräumigen Glashalle im Gartenfeld“.
- 1920 – Trier. Trierer Künstlergilde. Ausstellung in den Geschäftsräumen der „Blauen Hand“, Brotstraße, im Rahmen der „Trierer Kunstwoche“.[17]
- 1924 – Trier. Freie Ausstellung im „Autofag-Haus“ in Trier, Simeonstraße.
- 1924 – Trier. Trierer Künstlergilde. Weihnachtsausstellung im „Haus Venedig“.
- 1925 – Trier. Kunst- und Gewerbeausstellung in der Handwerker- und Kunstgewerbeschule.
- 1926 – Trier. Einzelausstellung im Provinzialmuseum.
- 1926 – Trier. Freie Vereinigung Trierer Künstler, Ausstellungen in der Buch- und Kunsthandlung Lintz (Juli) und im Provinzialmuseum (November).
- 1927 – Trier. Freie Vereinigung Trierer Künstler, Ausstellung im Provinzialmuseum.
- 1928 – Trier. Freie Vereinigung Trierer Künstler, Weihnachtsausstellung im Provinzialmuseum.
- 1929 – Trier. Christliche Kunstausstellung, Gemeinschaftsausstellung mit Bildhauer Anton Nagel.
- 1929 – Trier. Freie Ausstellung „Das praktische Heim“ in der städtischen Tonhalle.
- 1930 – Trier. Ausstellung der Gesellschaft Bildende Künstler und Kunstfreunde im Kasino
- 1933/34 – Trier. Gedächtnisausstellung im Provinzialmuseum.[18]
- 1978–1980 – Kairo (Goethe-Institut), Herzogenbusch und Gloucester (Partnerstädte der Stadt Trier), Barr (Elsass), Straßburg und Lüttich, „Trier-Ansichten“, Wanderausstellung Trierer Maler.
- 1981 – Trier. Städtisches Museum Simeonstift, Ausstellung des gesamten künstlerischen Nachlasses.
- 1994/95 – Trier. Städtisches Museum Simeonstift. Retrospektive mit Katalog.[19]
- 2003 – „Zur Formveredelung und Geschmackserziehung“ – die Werkkunstschule Trier[20]
- 2013 – Wittlich. Galerie im Alten Rathaus, „Gesamtkunstwerker – Der Maler, Grafiker und Gestalter Fritz Quant“ (Fritz Quant zum 125. Geburtstag – Aus der Sammlung des Stadtmuseums Simeonstift u. a.).[21]